# Peter Delpeut
Peter Delpeut (* 1956) ist ein niederländischer Filmregisseur, Drehbuchautor und Schriftsteller.

## Leben
Bekannt wurde Peter Delpeut mit seinen ersten Filmen, in denen er Found-Footage-Material verwendete. In Deutschland waren vor allem seine Dokumentarfilme „The Forbidden Quest“ (eine Fake-Dokumentation), „Go West, Young Man! Eine Filmreise auf den Spuren des Western“ und „Immer Fernweh. Das Künstlerleben der Johanna Kaiser“ (Off-Sprecherin: Ursula Werner) auf Festivals und im Kino zu sehen. Als Schriftsteller verfasste Peter Delpeut mehrere Sachbücher über das Reisen und bisher zwei Romane. Der passionierte Radfahrer ist davon überzeugt, dass die Erfahrung der Landschaft von einem Rad aus mit keinem anderen Reiseerlebnis vergleichbar ist. Für sein Gesamtwerk erhielt er 2007 den renommierten niederländischen Halewijnpreis. Außerdem war er von 1988 bis 1995 stellvertretender Leiter des Nederlands Filmmuseum in Amsterdam, wo er lebt und arbeitet.

## Filmografie (Auswahl)
- 1991: Lyrisches Nitrat
- 1993: The Forbidden Quest
- 1998: Felice… Felice… (Filmmusik: Loek Dikker)
- 1999: Diva Dolorosa (Filmmusik: Loek Dikker)
- 2001: In Loving Memory
- 2003: Go West, Young Man!
- 2004: Dromen van Holland
- 2005: Op de grens
- 2011: Immer Fernweh
- 2022: Walk the Land

## Bücher
- Diva Dolorosa (Sachbuch, 1999) ISBN 978-90-290-6570-2
- De grote bocht. Kleine filosofie van het fietsen. (Sachbuch, 2003) ISBN 978-90-457-0490-6
- Het vergeten seizoen (Roman, 2007) ISBN 978-90-457-0246-9
- In de woestijn fiets je niet (Sachbuch, 2009) ISBN 978-90-457-0245-2
- Pleidooi voor het treuzelen (Essay-Sammlung, 2011) ISBN 978-90-457-0455-5
- Kruisverhoor (Roman, 2012) ISBN 978-90-457-0588-0
- Het vergeten seizoen (Roman, 2018) ISBN 978-90-467-0682-4
- In het zwart van de spiegel (Roman, 2018) ISBN 978-90-254-5283-4
- Het vergeten kwaad. De herinneringen van cineast Jonas Mekas (Sachbuch, 2021) ISBN 978-90-450-4349-4

## Auszeichnungen
- Goldenes Kalb 2012 (Bester Dokumentarfilm für „Immer Fernweh“)
- Halewijnpreis 2007 (Gesamtwerk)
- Goldenes Kalb 1998 (Bester Film für „Felice… Felice…“)
- Goldenes Kalb 1993 (Besonderer Preis der Jury für „The Forbidden Quest“)
- Internationales Filmfestival Mannheim-Heidelberg: Großer Preis von Mannheim 1993 (für „The Forbidden Quest“)